# Johann Hartmann Bernhard
Johann Hartmann Bernhard (* 17. Dezember 1773 in Romrod; † 22. August 1839 in Romrod) war ein deutscher Orgelbauer, der im 19. Jahrhundert in Hessen wirkte.

## Leben
(Johann) Hartmann Bernhard entstammte einer Orgelbaufamilie, die über mehrere Generationen bis zu Beginn des 20. Jahrhunderts tätig war. Hartmann Bernhard war Sohn des Orgelbauers Johann Georg Bernhard, der aus Oberzell (Sinntal) stammte, und seiner Frau Sophie. Sein Vater ging bei Adam Adolph Otto in Würzburg vier Jahre in die Lehre (bis 1766) und übersiedelte nach Romrod, wo er sich in den 1770er Jahren selbstständig machte. Johann Hartmann übernahm die väterliche Werkstatt und war vor allem in Hessen-Darmstadt und vereinzelt auch in Hessen-Kassel tätig. 1837 umfasste seine Opusliste 36 Werke. Als seine Schüler gelten Johann Georg Markert (Ostheim vor der Rhön), Christoph Opitz (Dobra), Adam Eifert (Stadtilm), Friedrich Melchior Zindel (Kassel), Georg Friedrich Wagner (Hersfeld) und Johann Georg Förster (Lich).

## Nachkommen

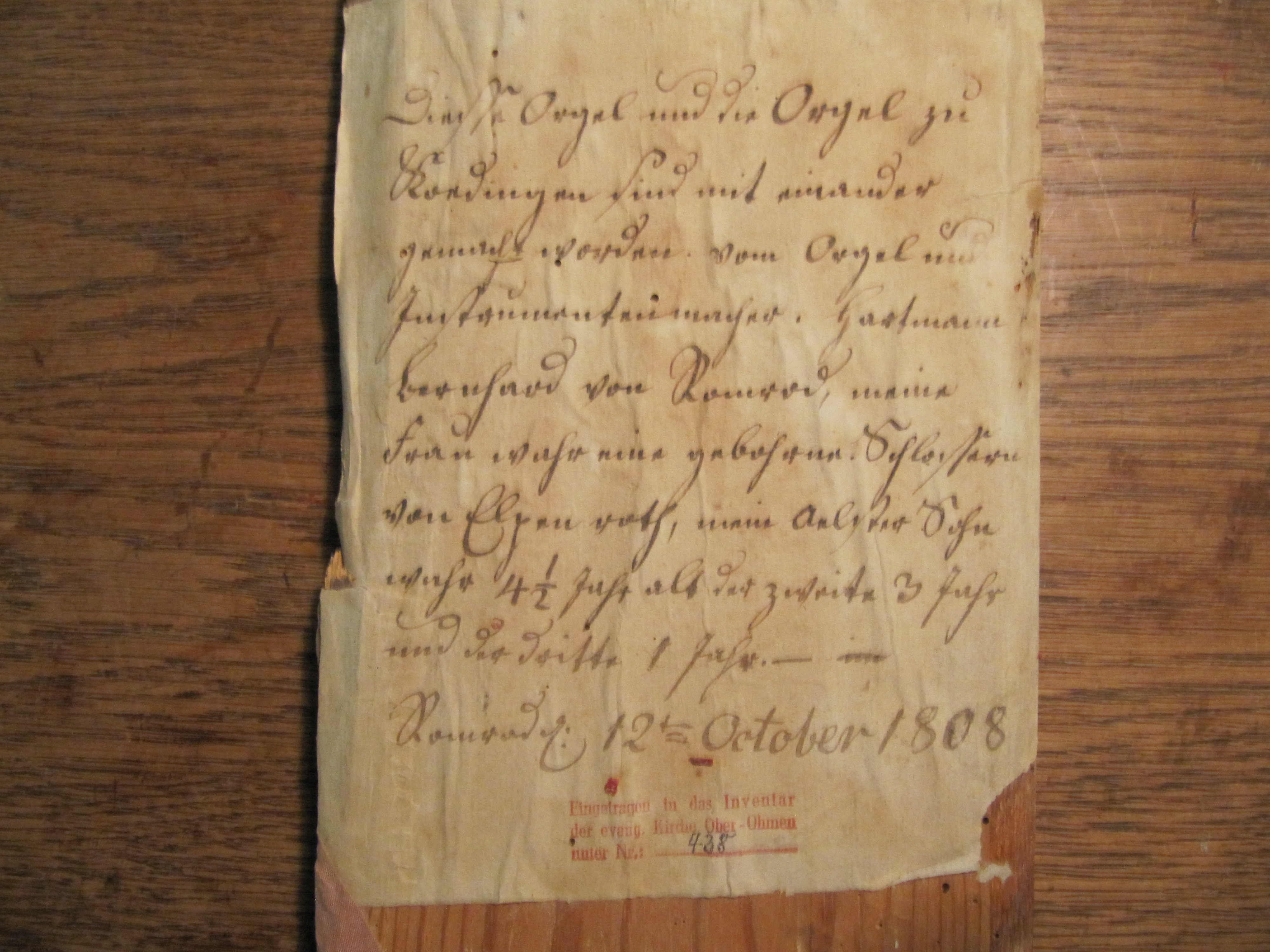
Eigenhändiges Schriftstück in der Orgel in Ober-Ohmen (1808), in dem Bernhard auf sich als Erbauer und auf seine Frau und drei Kinder hinweist

Aus der Ehe mit Anna Elisabeth Schlosser aus Elpenrod gingen sechs Kinder hervor. Sein Sohn Friedrich Wilhelm Bernhard (1804–1861) übernahm die Romroder Werkstatt und schuf Orgeln in Merlau (1857), Windhausen (1845) und Beuern (Buseck) (1847). Ein anderer Sohn mit Namen Adam Karl Bernhard (1807–1893) erlernte ebenfalls den Orgelbau und ließ sich in Gambach nieder, wo er auch als Lehrer tätig war. Nach dem Tod Wilhelms errichtete Adam Karl in Gambach eine Werkstatt. Karls Söhne Karl Theodor und Karl Rudolf firmierten als Gebrüder Bernhard. Die beiden bauten im Jahr 1890 eine Orgel in Appenrod und 1891 die Orgel in der Christuskirche (Dietzenbach), die in der Dietzenbacher Bombennacht im September 1941 weitgehend zerstört wurde.  Die Orgelbauerfamilie prägte die Orgellandschaft Hessen vor allem im 19. Jahrhundert durch zahlreiche Werke. Bisher sind über 120 Orgelneubauten oder größere Umbauten der Familie bekannt.

## Werk
Hartmann Bernhard gilt als herausragendste Gestalt der Orgelbauerdynastie. Trotz Kriegszeiten und Konkurrenzdruck lieferte er jedes Jahr eine Orgel, die er individuell und mit charakteristischen Prospekten gestaltete. Trotz des Bemühens, mit fortschrittlichen Neuerungen mitzuhalten, kamen weiterhin traditionelle Handwerkstechniken zum Einsatz. Im Jahr 1830 entwickelte er eine Registerkanzellenlade, die als neue Erfindung beworben wurde. Unter seinen Nachfolgern wurde ab 1884 die Kegellade und ab 1912 die pneumatische Traktur eingeführt. In seiner Frühzeit ist noch die klassisch gewordene Prospektgestaltung mit einem runden Mittelturm, seitlichen Spitztürmen und dazwischenliegenden Flachfeldern anzutreffen. Danach ist für seine Werke der flache Verbundprospekt charakteristisch, in dem die Pfeifentürme nicht mehr hervortreten, wie es zuvor jahrhundertelange Tradition war. Zudem weist der Prospekt eine klare geometrische Gestaltung aufweist: Durch den Wechsel von ein- und zweigeschossigen Pfeifenfeldern entsteht eine rechteckige Fläche. Bernhards frühe Werke sind vom Zopfstil, spätere weitgehend vom Stil des Klassizismus geprägt. Klanglich greifen sie noch stark auf das 18. Jahrhundert zurück und verwenden gerne Octave 1′ und Zimbel. Selbst bei kleinen Dorforgeln ist ein selbstständiges Pedal mit einem oder zwei Registern die Regel.

## Werkliste
Kursivschreibung gibt an, dass die Orgel nicht oder nur noch das historische Gehäuse erhalten ist. In der fünften Spalte bezeichnet die römische Zahl die Anzahl der Manuale, ein großes „P“ ein selbstständiges Pedal, ein kleines „p“ ein nur angehängtes Pedal. Die arabische Zahl gibt die Anzahl der klingenden Register an. Die letzte Spalte bietet Angaben zum Erhaltungszustand oder zu Besonderheiten.
| Jahr      | Ort                    | Kirche                         | Bild | Manuale | Register | Bemerkungen |
| --------- | ---------------------- | ------------------------------ | ---- | ------- | -------- | --- |
| 1808      | Engelrod               | Ev. Kirche                     |      | I/P     | 17       | 1859 durch Neubau von Förster ersetzt |
| 1808      | Ober-Ohmen             | Ev. Kirche                     |      | II/P    | 22       | im Zopfstil; 1855 Umbau durch Wilhelm Bernhard, der einige Register austauschte; 1970 Restaurierung und Umdisponierung durch Oberlinger auf II/P/24; von Bernhard etwa 13 Register erhalten                                                               |
| 1808      | Köddingen              | Ev. Kirche                     |      | I/P     | 13       | verschiedene Umbauten |
| 1809      | Elpenrod               | Ev. Kirche                     |      | I/p     | 8        | Manualregister erhalten; nach 1945 Ergänzung durch Schmidt (Gelnhausen) um einen Subbaß 16′ im Pedal |
| 1813      | Erbenhausen            | Ev. Kirche                     |      | I/P     | 10       | Gehäuse im Zopfstil; 1952 durch Förster & Nicolaus verändert; zum großen Teil erhalten |
| 1815      | Blofeld (Reichelsheim) | Ev. Kirche                     |      | I/P     | 9        | 1890 durch Neubau von August Förster ersetzt |
| 1817      | Ober-Mockstadt         | Ev. Kirche                     |      | I/P     | 13       | Ausmaß des Umbaus 1884 durch Johann Georg Förster ungeklärt |
| 1817–1818 | Heidelbach (Alsfeld)   | Ev. Kirche                     |      | I/P     | 12       | 2007–2009 Restaurierung durch Orgelbau Waltershausen |
| 1819      | Storndorf              | Ev. Kirche                     |      |         |          | 1956 durch Neubau von Walcker ersetzt |
| 1820      | Wahlen (Kirtorf)       | Ev. Kirche                     |      | I/P     | 12       | weitgehend erhalten |
| 1821/22   | Borsdorf (Nidda)       | Ev. Kirche                     |      | I/P     | 9        | Umbauten 1960 durch Förster & Nicolaus und 1978 durch Werner Bosch; Großteil der Register erhalten |
| 1822      | Kelsterbach            | St. Martin                     |      | II/P    | 22       | nur Gehäuse mit originalen Prospektpfeifen erhalten → Orgel |
| 1823      | Wetterfeld             | Ev. Kirche                     |      | I/P     | 12       | mehrfach verändert |
| 1825      | Pfungstadt             | Ev. Kirche                     |      | II/P    | 26       | größte Bernhard-Orgel, von der 15 Register erhalten sind; Disposition nach Christian Heinrich Rinck, 1921/54/81/94 Veränderungen durch Förster & Nicolaus Orgelbau, 2012/13 Restaurierung durch dieselbe Firma und Rückführung auf den originalen Zustand |
| um 1825   | Dortelweil             | Ev. Kirche                     |      | I/P     | 11       | Bernhard zugeschrieben; Großteil der Register erhalten |
| 1828      | Rodheim-Bieber         | Evangelische Kirche Rodheim    |      | I/P     | 11       | 1958/59 umgebaut; erhalten |
| 1829      | Oppershofen            | St. Laurentius                 |      | II/P    | 23       | 1912 durch Orgel von Michael Körfer (II/P/16) ersetzt; Gehäuse erhalten, 1977 Dispositionsänderungen durch Orgelbau Wagenbach |
| 1830      | Holzheim (Pohlheim)    | Evangelisch-reformierte Kirche |      | I/P     | 11       | Neubau durch Förster & Nicolaus (1968; II/P/13); Gehäuse und Gedackt 8′ erhalten |
| 1830/31   | Nieder-Bessingen       | Evangelische Kirche            |      | I/P     | 10       | 1957/58 durch Neubau von Förster & Nicolaus hinter hist. Prospekt ersetzt |
| 1831      | Wißmar                 | Evangelische Kirche            |      | I/P     | 17       | 1967 durch Neubau von Günter Hardt ersetzt, Prospekt von Johann Georg Bürgy (1830) erhalten |
| 1833      | Ober-Bessingen         | Evangelische Kirche            |      | I/P     | 10       | 1891 ein Register ausgetauscht, ansonsten vollständig erhalten → Orgel |
| 1834      | Feldkrücken            | Ev. Kirche                     |      | I/P     | 8        | im Zustand nach Umbau von 1901 durch August Förster erhalten |
| 1834      | Steindorf (Wetzlar)    | Evangelische Kirche            |      | I/P     | 9        | in den 1960er Jahren Umbau; erhalten |
| 1837      | Gleimenhain            | Ev. Kirche                     |      | I/P     | 9        | klassizistischer Prospekt; Orgel weitgehend erhalten |
| 1839      | Dorf-Güll              | Evangelisch-reformierte Kirche |      | I/P     | 8        | gegenüber dem Vertrag (I/P/9) verkleinert oder später umgebaut; bis auf die Prospektpfeifen vollständig erhalten |
| 1839      | Ober-Hörgern           | Ev. Kirche                     |      | I/P     | 13       | nahezu unverändert erhalten; 1971 auf freien Schleifen Manual-Trompete 8′ und Pedal-Choralbass 4′ von Förster & Nicolaus Orgelbau ergänzt |
| 1839      | Heimertshausen         | Ev. Kirche                     |      | I/P     | 8        | erhalten |